# Poa denticulata
Poa denticulata är en gräsart som beskrevs av Eduard Hackel. Poa denticulata ingår i släktet gröen, och familjen gräs. Inga underarter finns listade i Catalogue of Life.